# Rivellia mandschurica
Rivellia mandschurica är en tvåvingeart som beskrevs av Willi Hennig 1945. Rivellia mandschurica ingår i släktet Rivellia och familjen bredmunsflugor. Inga underarter finns listade i Catalogue of Life.